# باتريك توماس ستون
باتريك توماس ستون (بالإنجليزية: Patrick Thomas Stone)‏ هو قاضي ومحامي أمريكي، ولد في 21 يونيو 1889، وتوفي في 13 يناير 1963.